# Oliver Bruskolini
Oliver Bruskolini (* 13. Mai 1993 in Essen) ist ein deutscher Schriftsteller.

## Leben
Nach seinem Abitur an der Alfred-Krupp-Schule 2014 begann er ein Lehramtsstudium an der Universität Duisburg-Essen. Seit 2016 ist er literarisch überwiegend mit Kurzprosa und Lyrik in Anthologien und Literaturzeitschriften aktiv. Sein Romandebüt Ein letztes Mal Sizilien erschien 2019 im Autumnus Verlag und wurde auf der Leipziger Buchmesse vorgestellt. Seit 2018 ist er Redakteur beim Feuilleton zugetextet.com.
Oliver Bruskolini lebt in Essen.

## Mit Poesie durch Pandemie
Neben Jakob Leiner und Anna W. von Huber ist Oliver Bruskolini einer der Initiatoren des intermedialen und interdisziplinären Kunstprojekts Mit Poesie durch Pandemie. Mit Lyrik und Musik wurde in Sozialen Medien täglich auf kulturelle Akteure aufmerksam gemacht, die durch die Pandemie starken Restriktionen ausgesetzt waren. So sollte deren Sichtbarkeit in den Herausforderungen des ersten Lockdowns erhöht werden. Eine Auswahl von im Zuge der Aktionen veröffentlichten Texten wurde 2020 in einer Anthologie durch den Verein SternenBlick veröffentlicht.

## Einzeltitel
- Ein letztes Mal Sizilien. Autumnus Verlag, Berlin 2019, ISBN 978-3-96448-012-5
- Von Tauben und Löwen. Alea Libris Verlag, Wannweil 2020, ISBN 978-3-94581-444-4
- Iniuria. Was aus Hass entsteht. Alea Libris Verlag, Wannweil 2020, ISBN 978-3-945814-68-0
- James Cratchford. Durch die Wildnis. Autumnus Verlag, Berlin 2021, ISBN 978-3-96448-040-8

## Mitherausgabe
- zwischen den sirenen. SternenBlick, Berlin 2020

## Anthologiebeteiligungen (Auswahl)
- Dreh mir die Zeit zurück. Schreiblust-Verlag, Dortmund 2018
- Aufbruch. Das lange Tal der Kurzgeschichten. Verlag Anton Pustet, Salzburg 2018
- Ich glaube, verliebt: Geschichten voll erster Liebe. Schreiblust-Verlag, Dortmund 2019
- Nachdenken über 4.0. Kulturmaschinen, Ochsenfurt 2019
- Fließen der Identitäten. Geest-Verlag, Vechta 2020

## Beiträge in Literaturzeitschriften (Auswahl)
- Dichtungsring
- zugetextet.com
- Poesiealbum neu
- etcetera
- DUM

## Auszeichnungen
- 2. Platz beim 1. ESK-Schreibwettbewerb